# Bernard Aimé Léonard du Bus de Gisignies
Bernard Aimé Léonard du Bus de Gisignies (Saint-Josse-ten-Noode, 21 giugno 1808 – Bad Ems, 6 luglio 1874) è stato un ornitologo, paleontologo e politico belga.
Fu il primo direttore dell'Istituto Reale di Storia Naturale Belga, di Bruxelles, che conobbe sotto il suo impulso, un notevole sviluppo.

## Alcuni taxa descritti
| du Bus de Gisignies è l'abbreviazione standard utilizzata per le specie animali descritte da Bernard Aimé Léonard du Bus de Gisignies. Categoria:Taxa classificati da Bernard Aimé Léonard du Bus de Gisignies |